# Drillia connelli
Drillia connelli é uma espécie de gastrópode do gênero Drillia, pertencente a família Drilliidae.